# 殺出西營盤
《殺出西營盤》（英語：Coolie Killer），是1982年上映的一部香港犯罪懸疑電影，為導演唐基明執導的首部電影，由秦祥林、岳華、焦姣、葉童、湯鎮宗主演。電影講述一個殺手探查被離奇追殺的真相，並發動復仇的故事。獲提名第2屆香港電影金像獎最佳影片、最佳攝影及最佳剪接。
本片在1982年1月18日開鏡，歷經四個月的拍攝，同年6月30日於香港正式公式。

## 劇情
苦力殺手組織首領高達夫（秦祥林 飾）一次拒接了一單殺害華興集團老闆的生意，其後離奇遭到袭击，手下四名兄弟亦因此被殺喪生。高達夫向中間人張雄琴（焦姣 飾）打聽該項買凶生意的幕後指使人，但雄琴以職業操守為由拒絕透露。警官鍾Sir（岳華 飾）介入調查事件，但雄琴卻在被警方盤問時自盡身亡。在殺機重重下，高達夫必須找到幕後黑手以保存性命......

## 角色
| 演員   | 角色   | 粵語配音 | 備註 |
| 秦祥林 | 高達夫 | 李忠強   | 國際殺手集團老大                                                                                                   |
| 岳華   | 鍾Sir  | 岳華     | 國際刑警，後被調往重案組，調查高達夫十年之久，與其亦敵亦友，戳破丁守一的奸計而被滅口（詐死），後再次現身逮捕高達夫 |
| 焦姣   | 張雄琴 |          | 表面為算命師，實質為殺手中間人，高達夫舊情人，後在刑警盤問時自殺身亡（客串演出）                                   |
| 葉童   | 唐可兒 | 葉童     | 高達夫舊家之鄰居，後為其女友，在高達夫展開復仇計畫前被其親手槍殺                                                   |
| 湯鎮宗 | 邵華   | 馮永和   | 高達夫手下 ，在逃跑時撞車身亡（詐死），實際上出賣高達夫愈代替其殺手界的位子，後被高達夫以鐵鉤殺害                  |
| 潘震偉 | 麥樂   |          | 高達夫手下 ，被偽裝成妓女的殺手在性交時殺害                                                                        |
| 黎漢持 | 岳嘯   | 張炳強   | 高達夫手下，在停車場被殺手以散彈槍殺害（客串演出）                                                                 |
| 劉鶴年 | 孟剛友 | 盧雄     | 高達夫手下，騎車時被偽裝成飆車族的殺手亂刀殺害                                                                     |
| 劉兆銘 | 丁守一 | 周永光   | 華興集團老闆之一，欲殺害高達夫、蔡日東等人的幕後主腦，目的是掌控整個東南亞市場，後被高達夫所殺                     |
| 關海山 | 蔡日東 | 金貴     | 華興集團老闆之一，後在得知丁守一的奸計而被滅口                                                                     |
| 詹森   | 谷山   | 盧雄     | 華興集團老闆之一 ，後被丁守一買兇殺害                                                                              |
| 黃夏飛 | 賀長江 | 源家祥   | 華興集團老闆之一 ，被丁守一買兇殺害但未成功，後得知丁守一的奸計而被滅口                                            |
| 許英秀 | 九叔   | 金貴     | 表面是紙紮舖老闆，實質為華興集團四名老闆的聯絡人，後被丁守一買兇滅口                                               |
| 李修賢 |        | 張炳強   | 國際刑警，鍾Sir的上司（客串演出）                                                                                  |
| 陳植槐 | Dennis |          | 鍾Sir的下屬，曾對雄琴出言不遜                                                                                      |

## 獎項
| 年份 | 頒獎典禮            | 獎項       | 獲提名         | 結果 |
| ---- | ------------------- | ---------- | -------------- | ---- |
| 1983 | 第2屆香港電影金像獎 | 最佳影片   |                | 提名 |
| 1983 | 第2屆香港電影金像獎 | 最佳攝影   | 黎萃明、鍾志文 | 提名 |
| 1983 | 第2屆香港電影金像獎 | 最佳剪接   | 胡大為         | 提名 |
| 1983 | 第2屆香港電影金像獎 | 十大華語片 |                | 獲獎 |